# Obeng Regan
Obeng Regan (Kumasi, 15 agosto 1994) è un calciatore ghanese, centrocampista dell'Arsenal Tivat.

## Palmarès

### Club

#### Competizioni nazionali
- Coppa di Serbia: 1

Čukarički: 2014-2015